# Dolavon
Dolavon es una localidad del departamento Gaiman, provincia del Chubut, Argentina. Se encuentra en el valle inferior del río Chubut, a 19 km al oeste de Gaiman (siguiendo su curso), y a 36 km también al oeste de Trelew, por la Ruta Nacional 25. Aquí se encontraba la estación Dolavon del Ferrocarril Central del Chubut entre 1915 y 1961. El edificio aún se conserva.

## Geografía
Son terrenos llanos, suavemente ondulados, correspondientes a la planicie patagónica, con vegetación arbustiva, predominantemente “jarilla”, mata negra, neneo, alpatacos, etc. El VIRCh (Valle Inferior del Río Chubut) se caracteriza por su clima árido, templado-frío y poco ventoso comparado con otras localidades de la provincia, con lluvias principalmente en los meses de otoño-invierno. El promedio de precipitaciones ha presentado una leve tendencia a aumentar en los últimos años, con escasas caídas de nieve y nula precipitación de granizo. Los vientos predominantes tienen orientación oeste-suroeste y los más intensos y frecuentes ocurren en primavera-verano, con un período identificado como de baja o nula intensidad entre los meses de abril a julio
Las pintorescas calles de este pueblo cobran vida con historia galesa. Los adolescentes copan la costa del canal que lo atraviesa y permanecen conversando generalmente hasta altas horas de la noche. 
Aquí se construyó el primer molino harinero dado el excelente trigo que se cosechaba en la región. Es una apacible localidad atravesada por uno de los numerosos canales de riego construidos por los galeses a fines del siglo XIX, conservándose aún una noria de esa época.

## Toponimia
Dolavon: Proviene del vocablo galés que significa “Vuelta del Río”. Dolavon no tuvo una fundación formal, sino que el surgimiento del pueblo se da de una forma mixta entre el asentamiento de colonos y se fortalece con la aparición del tren, mezclando espontaneidad con cierta planificación. Su fundación se considera el día en que por primera vez sesionó su Concejo Deliberante el 21 de abril de 1919. Tres propietarios de la zona resolvieron el fraccionamiento de las tierras, siendo los primeros pobladores de la localidad: Nicolás Castro, Leonardo Evans y John Williams. Este nombre es concebido para denominar el pueblo en 1919 por la primera conformación del cuerpo de concejales, los cuales tomaron el consideración destacar la labor que el maestro y poeta Williams Henry Hughues realizó ya que contaba con la estafeta postal local, la cual donó al establecerse el pueblo, y gracias a esta acción desinteresada, le colocaron al pueblo el nombre de su chacra "DOL AVON" "Curva del rio". Siendo muy característico que las chacras cuenten con un nombre en galés para diferenciarlas.

## Población
Contó con 3,307 habitantes (Indec, 2010), lo que representó un incremento del 12.9% frente a los 2,929 habitantes (Indec, 2001) del censo anterior, demostrando un crecimiento moderado y constante. En tanto, la población se compuso de 1.709 varones y 1.598 mujeres. lo que resultó en un índice de masculinidad del 106.95%. Las viviendas pasaron de 884 a 1.365.
Tras el censo de 2022 se conoció un crecimiento sostenido de la localidad con 3962 y unas 1645 viviendas.
| Gráfica de evolución demográfica de Dolavon entre 1991 y 2022 |
|                                                               |
| Fuente: Censos nacionales del INDEC                           |

## Ciudad de las Norias
A la ciudad de Dolavon se la conoce como "la localidad de las norias". Desde su origen había en nuestro pueblo, y más específicamente articuladas sobre el canal de riego, varias de ellas con la finalidad de llevar agua a las quintas de la vera de la zanja.
En varias oportunidades nos han preguntado y nos hemos preguntado, de donde surgió la idea de instalar este mecanismo y quién fue el que instaló la primera de ellas. Tras revisar la bibliografía existente y la respectiva consulta a antiguos pobladores se obtuvieron las primeras conclusiones al respecto: Desde hace casi un siglo ya había norias instaladas en Dolavon, cuando la zona aún era conocida como Valle Superior o Punta Rieles, y además de las chacras con sus propietarios ya se habían radicado algunos pobladores y sus familias, quienes brindaban algún tipo de servicios a las tropas de carros que pasaban hacia y desde la cordillera. Ya se ha mencionado en los primeros capítulos que no sólo estaba el "boliche" de Nicolás Castro sino un herrero y un panadero. Inclusive había peones que trabajaban en las chacras cercanas y que construyeron sus viviendas en las lomas cercanas al pueblo, en tierras fis cales reservadas por el gobierno en caso de inundaciones. Las norias movilizadas por la corriente del agua, eran un elemento utilizado en la época de verano para garantizar el riego en las quintas. La investigación realizada proporciona una visión general del tema y aporta elementos para obtener las primeras conclusiones:
1.La utilización del agua mediante acequias, canales, y el uso de norias se introdujo en Europa con la llegada de los árabes en España, y desde allí se fue propagando luego por el resto de Europa, pero específicamente era utiliza do por los árabes y luego la técnica fue dominada por los españoles.
2. En Chubut las norias que se observan a partir de inicios del siglo XX eran utilizadas para hacer girar un eje que ponía en movimiento otro mecanismo, por ejemplo, en la cordillera, en el Valle 16 de octubre utilizado por "el baqueano" Daniel Evans en su molino harinero. En el Valle del Chubut lo utilizaba también Elías Owen en su molino harinero situado en La Angostura.
3.Después de la creación de Dolavon, en el canal de riego el señor John J. Williams instaló, con el asesoramiento del ingeniero Edward Owen de Gaiman -quien desde fines del siglo 19 ya tenía instalada una noria con la que producía electricidad en su casa de Drofa Dulog-, una noria a lo ancho del canal de riego, que aprovechando la velocidad del agua movilizaba un mecanismo que proporcionaba luz eléctrica a algunas viviendas como la de John Williams y la capilla Carmel instalada junto al canal de riego.
4. En 28 de Julio, durante la década de 1920, Crockett había instalado una turbina que era usada para elevar agua a la meseta donde pudo producir toneladas de cereales. Además, había anexado un eje cuyo movimiento permitía poner en marcha algunas sierras carpinteras, lo que favoreció para instalar un aserradero. Con esta base se inició la segunda parte de la investigación: todos coinciden en que fue Dolavon el foco de irradiación del uso de las norias, y es también donde se ubican la mayoría de las norias más antiguas. Bien, ahora el nudo del problema es averiguar quién instaló la primera noria en Dolavon. Dentro de la comunidad Dolavense se integraron muchas personas de muy diversas nacionalidades. En las elecciones de 1945, por ejemplo, en el ejido urbano, sobre 391 habitantes había 75 extranjeros entre los cuales treinta eran es pañoles, trece británicos, ocho italianos, dos alemanes, siete chilenos, un ruso, un mexicano, dos franceses, un sueco, un búlgaro, un libanés, un polaco, un brasilero, un peruano, cuatro portugueses y un uruguayo. En una localidad cosmopolita como esta es más fácil la búsqueda de respuestas a algún problema, ya que la di sima formación y cultura de sus habitantes permite la integración de ideas y conceptos que faciliten la solución. Así, la colaboración de varias personas determinó que se construyera y utilizara la primera noria. Si bien no se puede asegurar en un cien por ciento esta aseveración, se deduce que, de acuerdo a charlas informales mantenidas con varios entrevistados, al menos dos españoles y un suizo participaron en su construcción: el panadero Blanco, el comerciante Alberto Fernández que aportó algunas ideas, pero especialmente el suizo Enrique Walder, que era el herrero de la localidad. Es más, se puede afirmar que fue esa noria la que provocó la muerte de Enrique, ya que algunos años después, y tras haber caído al canal a causa de un mal movimiento cuando trataba de ajustar la noria, sufrió un enfriamiento, lo que poco después le causó la muerte que aconteció el 19 de agosto de 1928 a los 49 años de edad. Ricardo Pierce cree recordar que dicha noria estaba ubicada entre la capilla Carmel y el puente sobre el canal. Hay muchas otras anécdotas en la vida del herrero. Al estar ubicado en tierras fiscales, el 5 de septiembre de 1916 la Dirección de Tierras ofrece un arrendamiento precario por el terreno que él ocupa y solicita, pero "la Dirección ignoraba la importancia del terreno en cuestión". Y el inspector dice: "por lo que dejo expuesto he creído cumplir mejor con la misión que se me encomendó, no ofreciendo el arrendamiento del 5 de septiembre. Creo también que sería muy conveniente para los intereses del Estado y de los vecinos de la Colonia Chubut, que en vez de concederle al señor Walder el terreno que pide, se trace un pueblo, pudiendo darle al señor Walder, por ser primer poblador, media manzana de terreno que es lo máximo que podría necesitar para su taller de herrería y fábrica de carros." Por supuesto eso nunca aconteció y la herrería permaneció en el mismo lugar por muchos años. Enrique Walder se había radicado con su mujer en el lugar en 1911 y construyeron su casa habitación de ladrillos y pisos de madera. Dos años más tarde edificó un galpón de zinc de 13 x 8,00 x 3,70 metros de altura y tres piezas anexas del mismo material. Otro hecho curioso aconteció tras la muerte de Walder ya que su mujer, muy sociable y apreciada en la zona, se suicida ingiriendo veneno. Se trataba, como demuestra la foto, de una mujer obesa y como anecdótico se recuerda que, al llevar sus restos al cementerio, se rompió el féretro. En conclusión, la primera noria de Dolavon pertenecía al panadero Blanco, aunque lamentablemente no se conoce su nombre de pila.
Blanco y Walder estaban instalados frente al negocio de Nicolás Castro (actual Cervantes) a la izquierda, entrando a Dolavon, y la noria permitía la llegada de agua a esos terrenos, lo que era imposible mediante canales, por ser una zona más elevada. Para mencionar el lugar donde la estafeta estaba, junto a la curva del río o el prado que esta formaba.
Evitando inundaciones tuviste que emigrar y luego de deambular, buscando un sitio seguro tres vecinos solidarios le cedieron un lugar. Pueblo de las norias que junto al canal la fuerza del agua las hace girar. Las latitas llenas emergiendo van, y vierten el agua, como un manantial. Dolavon, pueblo querido yo nunca te he de olvidar.

## Dolavon y el tren
El primer antecedente que se tiene sobre un ferrocarril en la zona es el informe de Love Jones Parry, quien acompañó a Lewis Jones. Ambos habían sido enviados desde Gales para analizar la zona del Valle Inferior del Río Chubut con la idea de instalar una colonia galesa.
Love Jones manifestaba al respecto que: "si se decide por el Chupat como sitio para establecer una colonia, el puerto deberá estar en Bahía Nueva (actual Puerto Madryn), treinta millas al norte, y recomendamos se extienda la vía férrea entre el Golfo y el río, ya que barcos de más de doce pies de calado no podrán entrar en este último...". Se refiere a la barra que se había formado en la desembocadura del río Chubut por la acumulación de sedimento durante miles de años. Si bien en esta época (mediados del siglo XIX) se expandió universalmente la construcción del ferrocarril, en el Valle Inferior del Río Chubut era una idea de difícil concreción debido a varias causas, entre ellas la lejanía de los grandes centros y la carencia de fondos suficientes. Es por eso que la sociedad formada por tres visionarios como Lewis Jones, Edward Jones Williams y Thomas Davies firmó un convenio para iniciar el estudio de un proyecto que culminase con el emplazamiento del primer ferrocarril en la Patagonia.
El 22 de octubre de 1884 culminaron sus gestiones con la concreción de la Ley 1539 que estableció la instalación de la vía férrea que uniendo Bahía Nueva y el Valle Inferior del Y Río Chubut, que dio origen a las ciudades de Puerto Madryn y Trelew. Si bien el ferrocarril fue inaugurado el 25 de mayo, en la práctica su primer recorrido completo se produjo el 12 de junio de 1889. El ingeniero Asahel P. Bell fue su primer gerente. El 9 de febrero de 1909 fue inaugurado el trayecto Trelew - Gaiman. Los trabajos de extensión de la línea hasta Dolavon se iniciaron el 6 de julio de 1914, con anterioridad 7. Los dos puentes comenzó la construcción del túnel de Gaiman que culminó el 21 de agosto de 1914. En el mes de octubre de 1915 se dio por terminada toda la obra que fue inaugurada el 5 de noviembre de ese año.
El Estado se hizo cargo del Ferrocarril Central del Chubut el 1° de noviembre de 1922 y a partir de ese momento se iniciaron los trabajos para extender la línea férrea hasta Las Plumas. También se construyó un ramal a Rawson y Playa Unión, habilitado el 17 de noviembre de 1923.
Es importante resaltar que, si bien en un principio el ferrocarril se construyó con la trocha de 1 metro, posteriormente el Estado resolvió la reducción de la trocha a setenta y cinco centímetros, lo que ocasionó un grave perjuicio al transporte de mercaderías en la zona. Consecuencias en Dolavon de la construcción del F.F. C.C.
Por decreto del 12 de agosto de 1915 se autorizó la creación de la estación de ferrocarril de Valle Superior en el kilómetro 104,600 en la chacra 323 A.
Pero con fecha 10 de septiembre se le concedió al señor Nicolás Castro diez hectáreas que coincidían, en parte, con la ubicación de la estación terminal del tren. Se vendió al señor Nicolás Castro de acuerdo a las disposiciones vigentes y al precio de 10 pesos moneda nacional por cada hectárea ubicada al norte de la chacra 323 del ensanche norte de la Colonia Chubut. El interesado debía realizar por su cuenta el deslinde del terreno vendido, de acuerdo con las instrucciones de la Dirección General de Tierras y Colonias. Es importan te transcribir parte de una nota donde se solicita la adjudicación de esas tierras al señor Castro: "Tratándose de una pequeña fracción de solo 10 hectáreas de superficie en la que el peticionarte tiene invertidos capitales de importancia, su adjudicación no afectará mayormente a la reserva desde que siempre quedará una gran extensión de más de 100 hectáreas para pastos comunes y uso de las haciendas de los pobladores en caso de inundación". Se inicia entonces una controversia judicial entre el poblador Castro y el Estado. Se considera la necesidad de dejar sin efecto ese decreto por causas que los intereses públicos así lo exigen, teniendo en cuenta, además, que esas tierras formaban parte de las reservadas para Pastos Comunes por decreto del 5 de enero de 1893, ratificado por decreto del 2 de diciembre de 1905.
En nota de fecha 12 de febrero de 1917 el señor Brizzi, inspector general de Tierras, informa que "el fin que persigue el Señor Castro, no es el de trabajar la tierra sino especular con el terreno subdividiéndolo en solares, ganándose así una fortuna... el terreno concedido está ubicado sobre la estación de ferrocarril, punto que será muy pronto, si no lo es ya, más importante que el pueblo de Gaiman, por las siguientes razones: Ser punta de rieles del ferrocarril del lugar más importante del Valle Superior y de Tierra Salada al estar unido por el nuevo puente sobre el río Chubut, puente que beneficia la parte suroeste de la Colonia que antes tenían que llevar sus productos a Gaiman, haciendo trayectos de 12 leguas y que hoy reduce la distancia a una quinta parte. (Se refiere al recién construido puente viejo). Con respecto al tráfico de la campaña, todas las tropas hacen estación en punta rieles, para seguir a Trelew, pasando de largo por Gaiman.
Si la concesión acordada a Castro llegara a convertirse en título de propiedad con la ubicación propuesta, no se habría hecho otra cosa que facilitar una especulación manifiesta en beneficio exclusivo del señor Castro y en perjuicio del Estado y de los numerosos interesados en esos terrenos."
Con tales antecedentes, sumados a una nota de la División Tierras y Colonias de la República Argentina, la sesión de terrenos de ese sector a Nicolás Castro se redujo sustancial mente, solo al lugar donde había levantado algunas mejoras. Lo cierto es que el ferrocarril llegó a Dolavon el 5 de noviembre de 1915, en medio de grandes festejos como una muestra del evidente progreso del pueblo. La extensión de la línea férrea continuó hacia el oeste llegando hasta Alto Las Plumas.
En 1923 se inauguró una prolongación desde Trelew hasta Rawson y Playa Unión.
En el mes de octubre de 1929 a consecuencia de una lluvia torrencial acompañada de granizo, se produjo un desastre con repercusión en el normal tránsito del ferrocarril. Se des bordaron los canales inundando por un trecho de dos leguas las vías del tren, que quedaron cubiertas por una capa de humus y pedregullo al norte y sur de Dolavon. El Gerente del Ferrocarril Central Chubut, Ingeniero Jacky, acompañado por el Jefe de Vías y Obras señor Antonovich, se hicieron presentes con el objeto de justipreciar los daños materiales sufridos por las vías y el material rodante de la empresa.
En Dolavon durante mucho tiempo fue jefe del ferrocarril el señor Scandroglio, y luego Jesús García, más tarde Cavenago y posteriormente Lubik, quien fue auxiliar y luego jefe de la estación.
Para 1961, fecha de cierre, el personal del ferrocarril que trabajaba en la estación de Dolavon era el siguiente: Máximo Lubik (jefe de estación), Alberto Davies (auxiliar), Sol Molina (auxiliar), Héctor Aguirre (ayudante general), Graciano Etchechouri (mantenimiento y evaporita), el "negro" Gómez (vaporista), Aneiryn Williams (cambista), Carlos Weise (peón) y Héctor Arévalo (ayudante de estación).
El jefe y su familia vivían en una casa habitación dentro de la estación, y la mayoría de los empleados en casillas de chapa y madera próximas al canal de riego. El ferrocarril cerró de finitimamente en 1961 y poco tiempo después un incendio en la estación de Trelew provocó la destrucción de casi todas sus instalaciones y material ferroviario.
Con fecha 21 de diciembre de 1976 se sancionó la Ley 1418 por la cual el Estado provincial transfirió a título de dominio las tierras que pertenecieron al FF.CC. a favor de las comunas. Indudablemente la estación de Dolavon constituye un valor histórico-emocional digno de resaltar. Con el propósito de conservar el patrimonio histórico de la localidad, durante 2010, la Municipalidad contrató al señor Carlos Pérez, carpintero proveniente de la ciudad de Trelew, para la recuperación de la terminal, con la finalidad de establecer en el lugar una Oficina de Turismo. Se debieron encuadrar puertas y ventanas, cambiar pisos, reponer algunas tablas, arreglar el techo y cambiar chapas del mismo, pero es de destacar que, tras los trabajos, la estación prácticamente recobró su brillo original.

## La Mercantil de Chubut, sucursal Dolavon
Ante la situación desesperada en que se encontraban los galeses en la Patagonia, la única solución posible era la unión de sus miembros a partir de un trabajo mancomunado que reuniera sus fuerzas con un objetivo común
La Compañía Mercantil del Chubut se considera una de las primeras asociaciones cooperativas conformadas en toda América Latina (1885).
La finalidad de este emprendimiento era lograr un comercio justo con los compradores de los productos del valle, principalmente comerciantes de Buenos Aires.
En el año 1917 se instala la sucursal Dolavon de la Compañía en el edificio hoy conocido como “La Mercante”. Allí, se realizaba también la actividad de comercio de ramos generales.
El local de la mercante funcionó hasta el año 1930, fecha en que se diluye la asociación producto, en gran parte, a la crisis económica mundial.
Posterior a su cierre, el edificio funcionó en un par de ocasiones como mercado, pero luego sufrió un largo abandono.
Actualmente funciona como restaurante y museo siendo el edificio representativo por excelencia de Dolavon

## El Molino harinero
Pertenecía a Víctor Escribano, ubicado en la calle Maipú.
Comenzó a funcionar en 1927, funciono con continuidad durante 20 años, luego permaneció cerrado hasta 1985 en que lo visito el ingeniero Jorge Gazaneo quien informo que era el único que se encontraba en el país en perfectas condiciones de operatividad.
Fue adquirido por la municipalidad de Dolavon y por CORFO Chubut y constituye en la actualidad un atractivo turístico.
Entre los años 1987 y 1991 se realiza la puesta en macha y mantenimiento del proceso de la molienda.
El 28 de julio de 1999 se firma un contrato con el municipio y la empresa “proyectos patagónicos”. El molino se encontraba totalmente deteriorado y nuevamente tuvieron que refaccionarlo, lo que llevó unos años hasta finalmente ponerlos en óptimas condiciones.
Al igual que otros cuarenta y dos molinos del resto del país nuestros molinos fueron intervenidos por disposición del ministerio de agricultura en 1942.
Finalmente, en 1945 la norma exigida por la junta nacional de granos decidió la subvención de la producción triguera, exceptuando los molinos del sur de río colorado, fueron las causantes de que en poco tiempo se fuese abandonando aquí esa producción y consecuentemente, los molinos de la zona dejaran de producir harina.
Esa actividad se suplió por la compra y limpieza de granos de alfalfa, porotos, garbanzos, etc.

## Los Carnavales
El carnaval gana terreno cada verano en Dolavon, como desde 1917. 
Durante la década de 1930 y particularmente por las consecuencias de la gran crisis económica que soportó el mundo entero, las fiestas y festejos populares casi desaparecen de la sociedad. 
Una década más tarde en un ambiente con menos pesares económicos, el Conjunto típico del Maestro Celano alegra las reuniones danzantes organizados por el Club Deportivo Dolavon o por el Tiro Federal Argentino, también de Dolavon. 
Los bailes de Carnaval dolavenses continúan durante las décadas siguientes, organizados por el Club Deportivo. Los corsos ya no se realizaban sino hasta después de 1984.
Cuándo se recomenzaron los festejos del Carnaval, comenzaron con la locución, anunciando el paso de las atracciones participantes del desfile. Luego se estableció el reglamento vigente, en el que se determinaron las categorías: comparsas, murgas y disfraces, dividiéndolas a su vez en mayores y menores. Y la categoría de carrozas: con movimiento y sin movimiento. 
Las carrozas se preparaban en lugares cerrados para no revelar de qué se trata. En este escenario, debemos hacer referencia a 28 de Julio que han participado desde los comienzos con espectaculares carrozas con movimiento y hasta hoy en día son las carrozas más esperadas por el público. 
Hoy en día en Dolavon toda una cultura de celebración del Carnaval, muy interesante y además el orden es un logo que por suerte se ha mantenido en constante. Hay una especie de contrato tácito entre los participantes y espectadores; todos ponemos una cuota para que todo el corso salga bien. 

## Capillas Galesas
No solo fueron construidas para practicar la fe y la espiritualidad sino también con igual grado de relevancia, como centro de reunión de los pobladores para mantener sus costumbres y tradiciones, como la ceremonia del Té Gales, que era una actividad social que se realizaba para poder discutir los problemas que hubieran surgido en la comunidad y la solución a posible diferendos entre vecinos, donde se  compartían tortas, panes, tartas y dulces caseros y bebían té mientras intercambiaban novedades en aquellos momentos. Dieciséis Capillas Galesas forman parte del Patrimonio Histórico Regional.
Capilla Ebenezer: 
•	La construcción de la capilla de Ebenezer data de 1894 y su nombre significa “Hasta aquí nos ayudó Jehová”. 
•	La capilla se encuentra ubicada en la zona de Ebenezer en la chacra Número 326, cuyo terreno de 41 áreas y 25 centiáreas fue donado por el señor William Williams, Drygist que era farmacéutico.  
•	Pertenece a la congregación protestante independiente, el 21 de abril del 2014 se ha inaugurado el nuevo edificio totalmente renovado.
Capilla Carmel “cadena montañosa y monte de Israel”
•	Construida el 14 de noviembre de 1920.
•	Perteneciente a la unión de iglesias libres. 
•	Según su historia, como no tenían local propio alquilaron una casa en el pueblo hasta 1925 en el mes de septiembre de ese año se compró el edificio por un importe de 4.000 pesos, perteneciente al Molino Harinero de Bryn Gwyn que era utilizado como depósito. 
•	La capilla recibió el nombre de “Carmel” propuesta del señor Iorwerth Williams y esta se encuentra a orillas del canal de riego de Dolavon. Dicho edificio tiene 10 metros de ancho por 12 metros de fondo y 6 metros de altura, con techo de a dos aguas.
Capilla Anglicana San David
•	El edificio fue diseñado por la señora del Rvdo. David Williams de la Iglesia Anglicana “San Marcos” de Trelew.
•	 Este edificio reemplaza a la primitiva iglesia de adobe y chapa que fue demolida en 1914. El nuevo edificio se finalizó en 1917. Su constructor fue el albañil Edward Lewis de Gaiman y el carpintero William Williams. 
•	Después de 1950 el edificio se deterioró y tuvo poco uso. Fue reparado y reinaugurado en el año 1989. La restauración se realizó con donaciones de nuestro país y de Gales y la colaboración de la Municipalidad de Dolavon. 
•	Es la única en el valle con un campanario en torre, la campana fue traída desde Gales y tiene alrededor de 400 años.
Capilla Glan Alaw: “Orillas del Alaw río del país de Gales”
•	Su nombre recuerda al donante del terreno, Owen Jones (Glan Alaw en Gales).
•	Fue inaugurada el 15 de mayo de 1887. Su construcción se concretó gracias a la colaboración de dinero, materiales y trabajo de los vecinos. 
•	La mayoría de los organizadores de la capilla pertenecían a la religión metodista calvinista.
•	Tiene forma rectangular, con 5 metros de frente, 10 de largo y 5 de alto. Posee una puerta y 8 ventanas, está construida con ladrillo cocido y techo a dos aguas. Es la capilla más pequeña del valle. 
Capilla Bethesda: “Casa de Misericordia”
•	Se comenzó a edificar en 1895 llamado “Capilla Vieja” en la Chacra N°260, un edificio pequeño de adobes, con techo de juncos y barro y piso de tierra, los bancos eran troncos tallados con hachuela y el púlpito era una mesita. Posteriormente fue demolido, en su lugar se edificó uno actual en 1904 en la chacra de N°259 de Griffiths Pugh, está edificada con ladrillos cocidos y su techo es de chapa de cinc con caídas a dos aguas, en su frente se observa un pequeño porche de acceso, los pisos son de madera al igual que sus ventanas de guillotina alargadas. Originalmente perteneció a la congregación protestante independiente.

## Galería

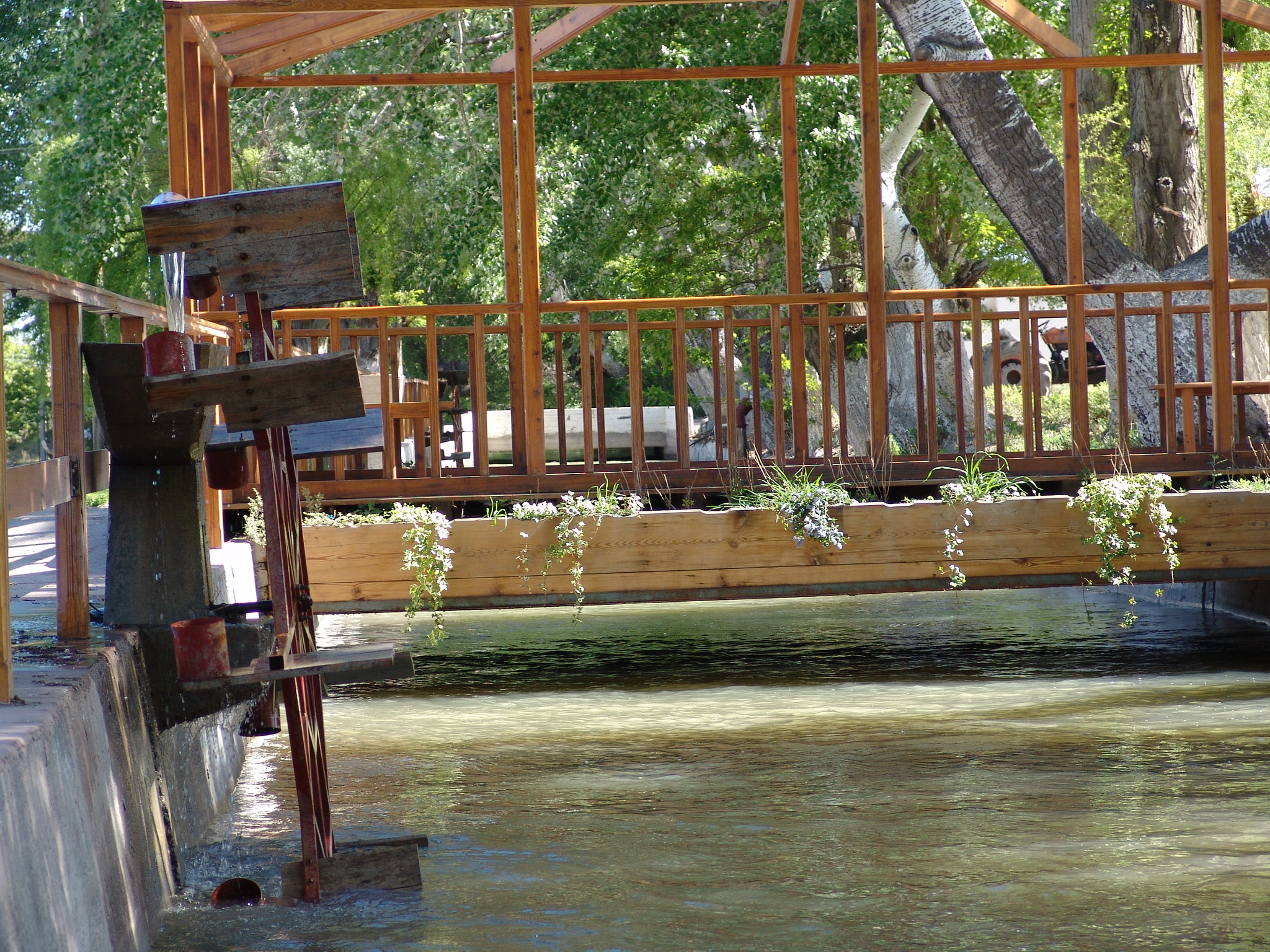
Noria sobre el canal de riego.
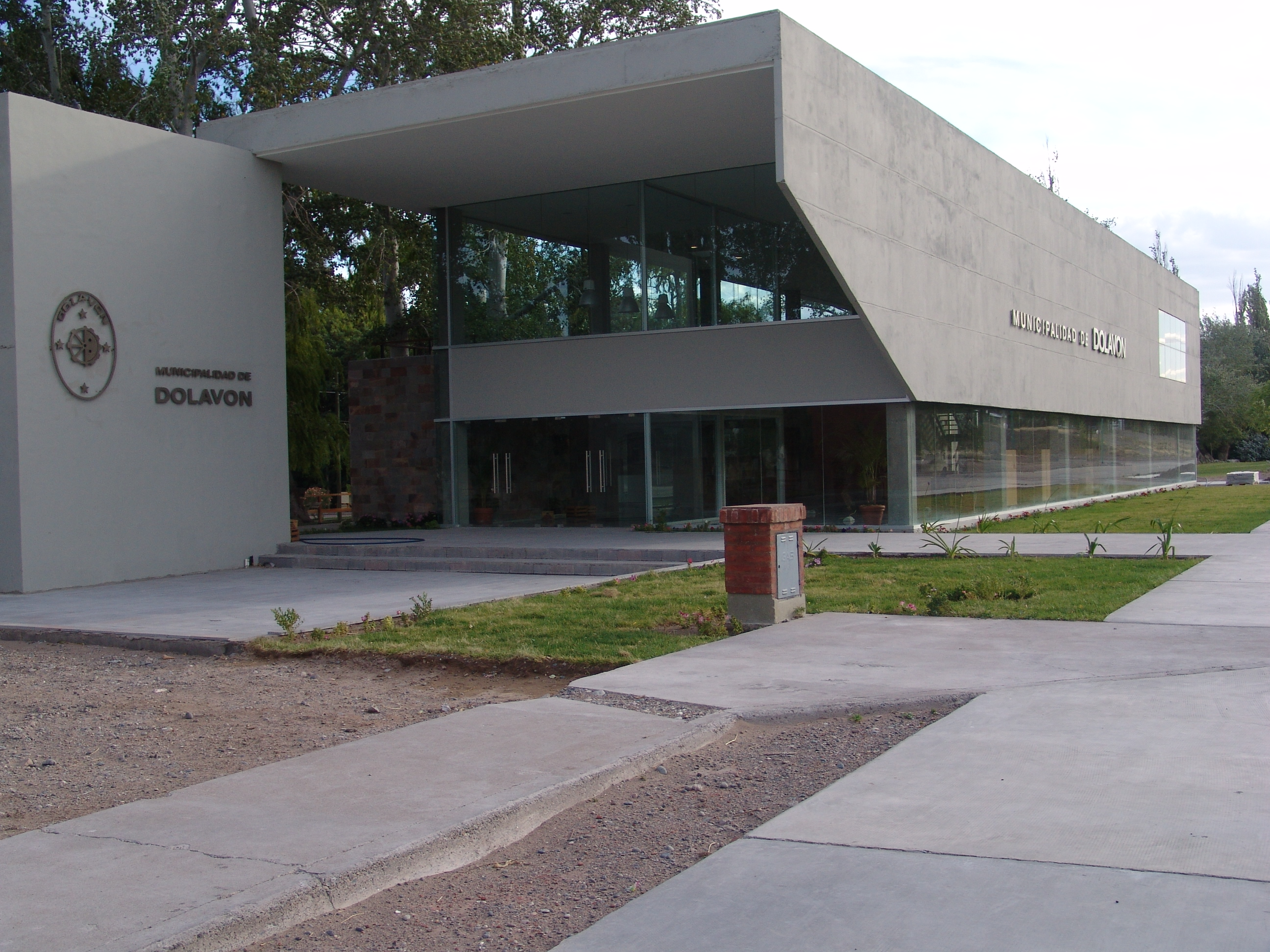
Nuevo edificio Municipal.
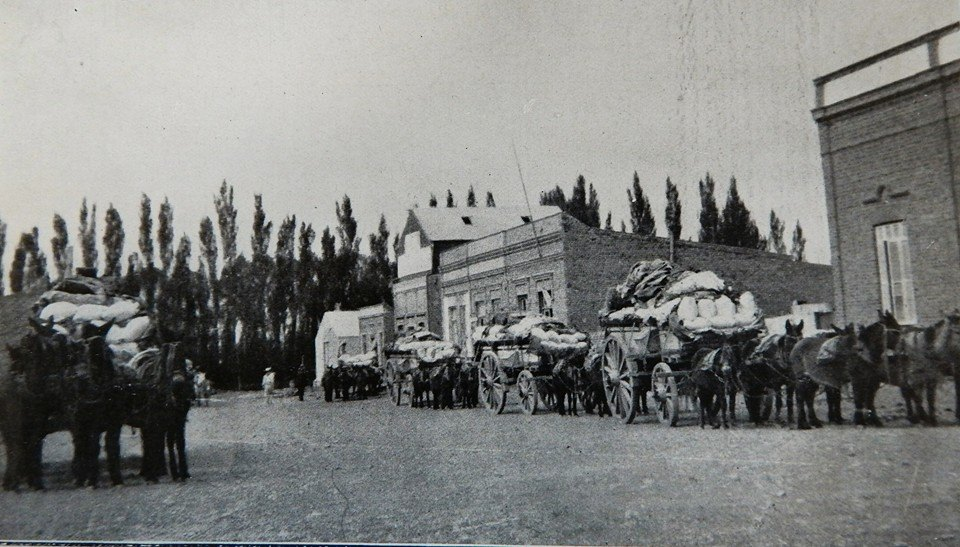
Calle en Dolavon hacia 1930.
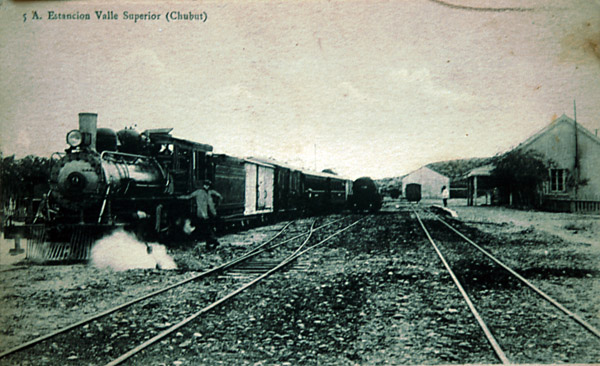
La estación del ferrocarril en sus primeros años.
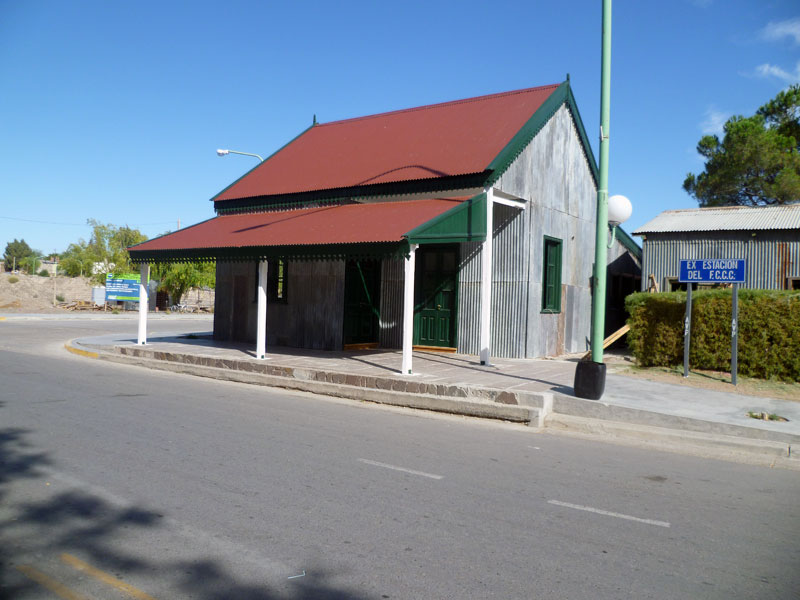
Vista actual de la estación.